# Zwartvlekwinteruil
De zwartvlekwinteruil (Conistra rubiginosa) is een vlinder uit de familie van de uilen, de Noctuidae. De voorvleugellengte bedraagt tussen de 15 en 16 millimeter. De imago heeft een kenmerkende vlek op de voorvleugel die wat doet denken aan een pootafdruk. De soort komt verspreid over Centraal en Zuid-Europa voor. Hij overwintert als imago.

## Waardplanten
De zwartvlekwinteruil heeft als waardplanten allerlei loofbomen en struiken, en in late stadia zelfs kruidachtige planten.

## Voorkomen in Nederland en België
De zwartvlekwinteruil is in Nederland en België een zeldzame soort, die verspreid over het hele gebied kan worden gezien. De vlinder kent één generatie, die vliegt van oktober tot april.